# 奥野谷浜駅
奥野谷浜駅（おくのやはまえき）は、茨城県神栖市東和田にある鹿島臨海鉄道鹿島臨港線の貨物駅である。

## 歴史
- 1970年（昭和45年）7月21日：開業。
- 1978年（昭和53年）5月25日：成田空港向けジェット燃料輸送開始。
- 1983年（昭和58年）8月6日：ジェット燃料輸送終了。
- 2001年（平成13年）1月14日：三菱化学の塩浜駅向け酸化エチレン輸送開始。
- 2008年（平成20年）3月15日：武田薬品工業向けの濃硝酸輸送が廃止。
- 2011年（平成23年）3月31日：三菱化学の酸化エチレン輸送終了[注釈 1]。

## 駅概要
専用線発着コンテナ貨物・専用線発着車扱貨物の取扱駅となっている。
地上駅で、三菱ケミカル鹿島事業所、ENEOSマテリアル鹿島工場（旧・JSR鹿島工場）への専用線が分岐している。この分岐点の先の直進側で簡易な車止めが置かれており、そこが事実上の軌道終端となっている。
神栖 - 奥野谷浜間には、平日午前不定期にJSR向けのコンテナ列車が運行されている。
かつては信越化学工業鹿島工場、鹿島石油鹿島製油所、武田薬品工業鹿島工場への専用線もあった。武田薬品工業専用線では、速星駅からタンク車で濃硝酸が輸送されていたが2008年3月限りで廃止された。信越化学工業専用線ではポリ塩化ビニルを、鹿島石油専用線では石油などを取り扱っていた。三菱化学専用線には液化酸化エチレンの荷役設備が設置され、塩浜駅へ液化酸化エチレンが発送されていたが2011年3月限りで廃止された。その後も2020年まで積み下ろし施設が残っていたことが航空写真で確認されているが、遅くとも2022年頃までに解体されている

## 駅周辺
- ENEOSマテリアル（旧JSR）鹿島工場
- AGC鹿島工場
- 三井化学鹿島工場
- 三菱ケミカル茨城事業所[2]
- 鹿島北共同発電所
- 信越化学工業鹿島工場
- 鹿島石油鹿島製油所

## 隣の駅
鹿島臨海鉄道
鹿島臨港線
神栖駅 - 知手駅 - 奥野谷浜駅